# ماتسودایرا مونه‌تاکه

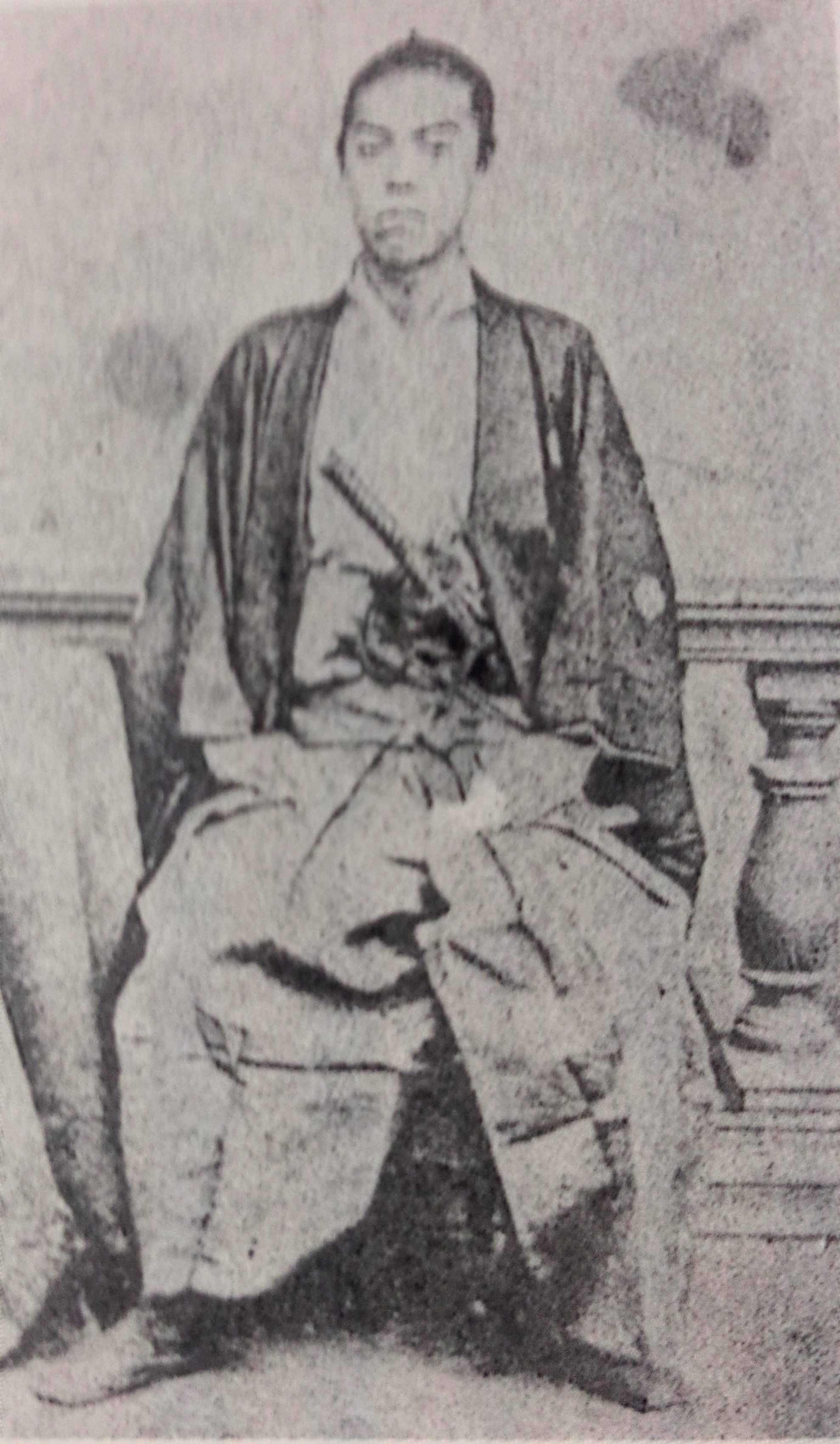

ماتسودایرا مونه‌تاکه (به ژاپنی: 松平 宗武 まつだいら むねたけ); ۳۱ ژوئیهٔ ۱۸۴۶ – ۳۱ ژوئیهٔ ۱۸۹۳) یک ارباب فئودال در اواخر دوره ادو و عضوی از اشراف (ویسکونت) در دوره میجی. هفتمین (آخرین) ارباب و اولین (آخرین) فرماندار قلمرو میازو در ولایت تانگو. پس از اصلاحات میجی، او به نام خانوادگی هونجو بازگشت و نام خود را به هونجو (یا هونجو) مونه تاکه تغییر داد..